# Nicolau II de Saint Omer
Nicolau II de Saint Omer foi o senhor de metade de Tebas na Grécia franca de 1258 até sua morte em 1294. De seus dois casamentos ele tornou-se um dos mais ricos e mais poderosos barões de seu tempo, construindo um esplêndido castelo em Tebas bem como o Antigo Castelo Navarino. Ele também serviu como bailio do Principado da Acaia em nome dos angevinos de Nápoles entre 1287 e 1289.

## Vida

Grécia franca em 1278

Nicolau foi filho de Bela de Saint Omer e Bona de la Roche, irmã do senhor de Atenas e Tebas, Guido I de la Roche. Com seu casamento, em 1240, Guido deu a Bela o senhorio sobre metade de Tebas. Junto com seus irmãos, Otão e João, Nicolau participou na Guerra de Sucessão Eubeia nas fileiras da coalizão de muitos dos príncipes da Grécia franca, que opôs-se às políticas expansionistas do príncipe da Acaia Guilherme II de Vilearduin. Em 1273, Carlos I de Nápoles enviou-o como seu emissário para as cortes sérvia e búlgara, mas logo caiu em desfavor com Carlos, e foi forçado a trocar suas possessões na Moreia com outros na Sicília, sob controle imediato de Carlos. Sua posição e domínios não foram restaurados até depois da morte de Carlos I em 1285. Durante este tempo, Nicolau frequentemente residiu na Itália, onde Carlos usou-o e outros barões moreotas visitantes como conselheiros nos assuntos do principado.
Em 1287, o regente napolitano Roberto II nomeou-o o governante representante dos angevinos (bailio) no Principado da Acaia, na sucessão de Guilherme I de Atenas, que havia morrido e cujo herdeiro, Guido II, ainda era infante. Por este tempo, Nicolau foi o segundo barão mais rico e mais influente no Oriente latino depois de Guido. Ele continuou a política de fortificação de Guilherme na Messênia e construiu o castelo em Navarino e uma pequena fortaleza em Maniatochori próximo de Modon. Seu regime foi lembrado por sua paz e prosperidade: segundo a Crônica da Moreia, "ele governou com nobreza e sabedoria, e manteve o país em paz". Foi sucedido em 1289 pelo barão de Vostitsa, Guido de Charpigny.
Nicolau casou duas vezes, ambas as vezes com ricas herdeiras. Sua primeira esposa foi Maria de Antioquia, filha de Boemundo VI, e sua segunda foi, com quem casou ca. 1280, foi Ana, filha de Miguel II Comneno Ducas e viúva de Guilherme II de Vilearduin. Com ajuda financeira de Maria de Antioquia, Nicolau construiu o Castelo de Saint Omer (em grego Σανταμέρι, Santameri) na Cadmeia, a antiga acrópole de Tebas, com é muito louvado pela Crônica da Moreia como sendo o mais forte e mais belo na Grécia. Foi ricamente mobilhado e decorado com afrescos descrevendo façanhas de seus ancestrais na Terra Santa. Hoje, apenas uma torre sobrevive.
Ana, por outro lado, como princesa viúva, trouxe com ela uma propriedade considerável, incluindo os castelos de Calamata e Clemutsi, compreendendo "algumas das terras mais férteis e a fortaleza mais forte na Moreia", segundo A. Bon. Isso preocupou o rei Carlos, que estava relutante a ceder estes territórios a um vassalo já muito poderoso e rico; no evento, eles foram trocados em setembro de 1281 com metade dos domínios do recém-falecido Leonardo de Veroli, compreendendo propriedade na Moreia (em Élida e Messênia) e Itália. Ambos os seus casamentos não produziram descendência, e em sua morte em 1294, foi sucedido por seu irmão mais jovem Otão.